# Baek Ji-hoon
Baek Ji-hoon, né le 28 février 1985, est un footballeur sud-coréen. Il joue au poste de milieu de terrain avec l'équipe de Corée du Sud et le Suwon Samsung Bluewings.

## Carrière

### En club
- 2003-déc. 2004 : Chunnam Dragons -  Corée du Sud
- jan. 2005-2006 : FC Séoul -  Corée du Sud
- depuis 2006 Samsung Bluewings -  Corée du Sud
  - jan. 2012-2013 : Sangju Sangmu FC -  Corée du Sud (prêt)
  - fév. 2014-déc. 2014 : Ulsan Hyundai FC -  Corée du Sud (prêt)

### En équipe nationale
Il fut capitaine de l'équipe de Corée du Sud au championnat du monde des moins de 20 ans en 2005.
Il a eu sa première cape le 17 août 2005 à l'occasion d'un match contre l'équipe d'Arabie saoudite.
Il participe à la coupe du monde 2006 avec l'équipe de Corée du Sud.

## Palmarès
- 16 sélections en équipe nationale (au 10 juin 2007)